# Тьодольв из Хвинира
Тьодольв из Хвинира (др.-сканд. Þjóðólfr fra Hvinir) — норвежский скальд, писавший приблизительно в 900 году.
Считается автором оригинального текста Перечень Инглингов — песни, прославляющей независимого конунга Рёгнвальда Достославного и рассказывающей о его происхождении от шведских королей и скандинавских богов.
Тьодольв так же считается автором поэмы «Хаустлёнг» и нескольких отдельных вис.